# Lịch sử Cộng hòa Ai Cập
Lịch sử Cộng hòa Ả Rập Ai Cập là một giai đoạn và là giai đoạn gần ngày nay nhất trong suốt lịch sử Ai Cập nói chung và Lịch sử Ai Cập hiện đại nói riêng, tính từ Cách mạng Ai Cập năm 1952 cho đến ngày nay, trong đó đã có nhưng cột mốc chứng kiến sự lật đổ của chế độ quân chủ Ai Cập và Sudan, thành lập một quốc gia cộng hòa tổng thống, và một thời kỳ sâu sắc về thay đổi kinh tế cũng như chính trị ở Ai Cập và khắp cả thế giới Ả Rập. Việc bãi bỏ một chế độ quân chủ và quý tộc được công nhận rộng rãi là có lợi cho phương Tây, đặc biệt kể từ khi Khedive Isma'il Pasha bị lật đổ hơn bảy thập kỷ trước đó, đã giúp củng cố tính cách chính thống của Ai Cập trong mắt những người ủng hộ. Từ đó đến nay Ai Cập luôn là một quốc gia độc lập. 

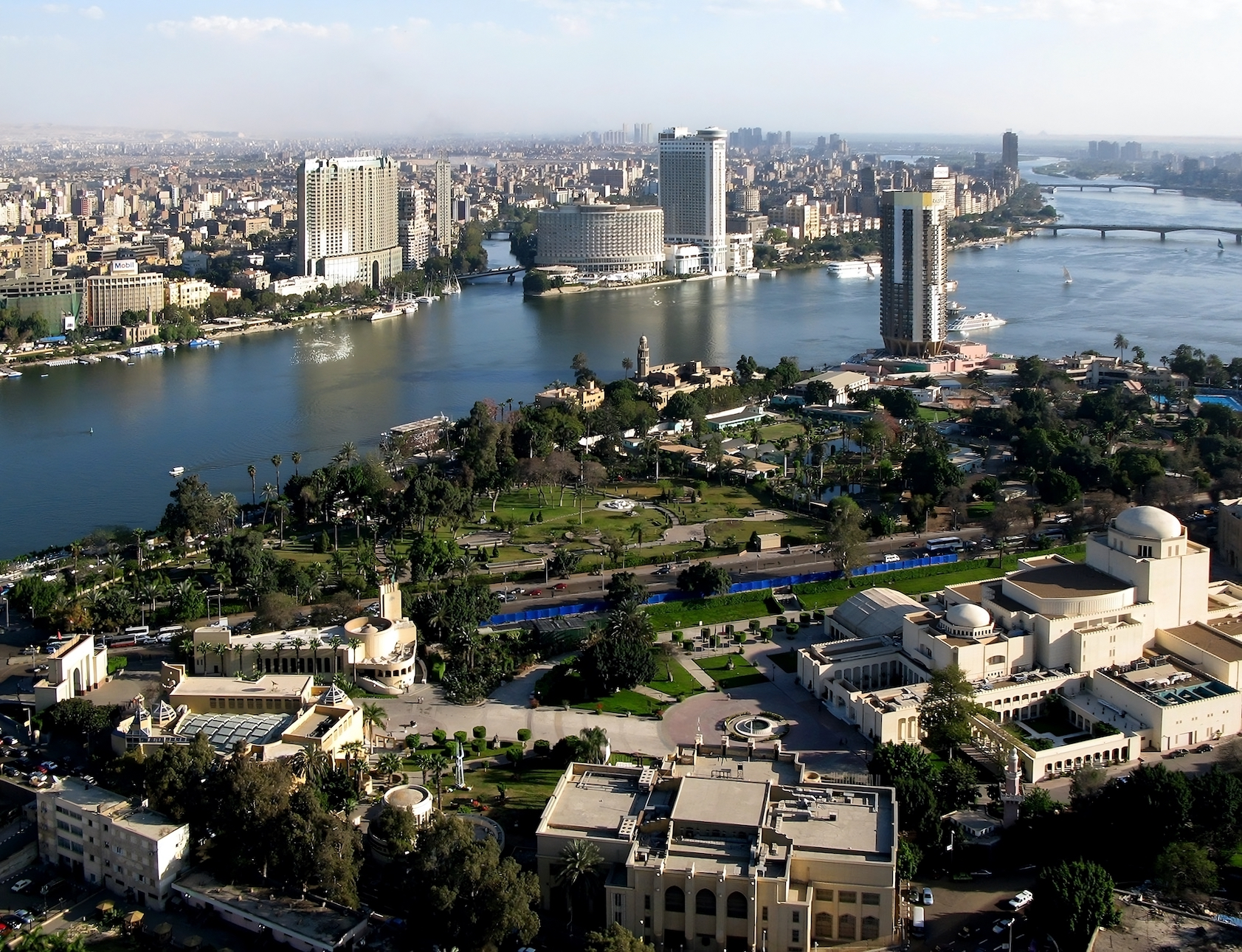
Một phần của thủ đô Cairo ngày nay, nhìn từ Tháp Cairo.

Tất cả bốn tổng thống đầu tiên của Ai Cập đều xuất phát từ nền tảng quân sự chuyên nghiệp, phần lớn do vai trò trung tâm chính yếu của các lực lượng vũ trang Ai Cập trong cuộc Cách mạng năm 1952, và giám sát các chính phủ độc tài, cùng với các mức giới hạn khác nhau về quyền tham gia chính trị và tự do ngôn luận. Dưới thời Gamal Abdel Nasser, quốc gia cộng hòa này đã thành lập một chính phủ xã hội chủ nghĩa Ả Rập và chuyển sang một nền kinh tế tự do hơn thị trường và có định hướng là ít người Ả Rập hơn trong những người kế vị Anwar Sadat và Hosni Mubarak. Năm 2011, một cuộc cách mạng kêu gọi mở rộng quyền tự do đã lật đổ Mubarak.